# Carl Adlercreutz (läkare)
Carl Gustaf Axel Adlercreutz, född den 13 maj 1866 i Stockholm, död den 25 mars 1937, var en svensk läkare. Han var son till landshövding Axel Adlercreutz och grevinnan Hedvig Lewenhaupt samt far till professor Axel Adlercreutz.
Adlercreutz genomgick Gymnastiska Centralinstitutet 1884-1886 och blev medicine licentiat 1895. Han var tillförordnad lasarettsläkare i Flen, Malmö och Haparanda, från 1899 i Ängelholm, där han var ordinarie lasarettsläkare 1905–1931.

## Utmärkelser
- Riddare av Nordstjärneorden, 6 juni 1919.[1]